# Граф Галлоуэй
Граф Галлоуэй — аристократический титул в пэрстве Шотландии. Он был создан в 1623 году для Александра Стюарта, 1-го лорда Гарлиса (ок. 1580—1649). В 1607 году Александр Стюарт получил титул лорда Гарлиса (пэр Шотландии). Род Стюартов из Гарлиса находился в дальнем родстве с королевской династией Стюартов, правившей в Шотландии и Англии.

## История
В 1649 году после смерти 1-го графа Галлоуэя ему наследовал второй сын Джеймс Стюарт, 2-й граф Галлоуэй. Еще в 1627 году он получил титул баронета Корсевелла в графстве Вигтаун. Его внук, Джеймс Стюарт, 5-й граф Галлоуэй (ок. 1670—1746), был политиком. Ему наследовал старший сын Александр Стюарт, 6-й граф Галлоуэй (1694—1773). В 1773 году после смерти Александра Стюарта, 6-го графа Галлоуэя, титул перешел к его старшему сыну Джону Стюарту, 7-му графа Галлоуэй (1736—1806). Он был членом парламента и лордом-лейтенантом Уигтаушира (1794—1806). В 1774—1796 годах он заседал в Палате лордов в качестве главы представительства пэров Шотландии. В 1796 году лорд Галлоуэй получил титул барона Стюарта из Гарлиса (пэр Великобритании), который автоматически дал ему место в Палате лордов. Ему наследовал сын Джордж Стюарт, 8-й граф Галлоуэй (1768—1834). Он был адмиралом королевского флота, членом парламента, лордом-лейтенантом Керкубришира и Уигтауншира. После его смерти титулы перешли к его старшему сыну, Рэндольфу Стюарту, 9-му графу. Он был избран в палату общин от округа Кокермут и также занимал должность лорда-лейтенанта Керкубришира и Уигтауншира. Ему наследовал старший сын, Алан Стюарт Плантагенет, 10-й граф Галлоуэй. Он был избран от округа Уигнаутшир в палату общин. Ему наследовал младший брат, Рэндольф Генри Стюарт, 11-й граф Галлоуэй (1836—1920). Он был военным, участвовал в Крымской войне и в подавлении Индийского восстания 1857 года. Его сменил старший сын Рэндольф Стюарт, 12-й граф Галлоуэй (1892—1978). Он занимал пост лорда-лейтенанта Керкубришира. В 1978 году ему наследовал единственный сын Рэндольф Стюарт, 13-й граф Галлоуэй (1928—2020).

## Другие члены рода
Джон Стюарт (ум. 1748), третий сын 3-го графа Галлоуэя, бригадир, дважды избирался в палату общин от района Уигтауншир (1708—1710, 1711—1727). Кит Стюарт (1739—1785), третий сын 6-го графа, адмирал и член британского парламента. Его сын Джеймс Александр Стюарт-Маккензи был губернатором Цейлона (1837—1841). Его внук Джеймс Стюарт-Маккензи (1847—1923) стал 1-м бароном Сифордом. Джон Монтгомери Гренвилл Стюарт, шестой сын 7-го графа, представлял Керкубришир в палате общин. Джеймс Генри Кит Стюарт, восьмой сын 7-го графа, был депутатом парламента от Бигтаун Бургса. Кит Стюарт (1814—1859), младший сын 8-го графа, являлся адмиралом королевского флота. Александр Стюарт (1838—1896), третий сын 9-го графа, был генерал-майором британской армии.
4 ноября 1687 года для Арчибальда Стюарта был создан титул баронета Стюарта из Баррея в графстве Оркни. В 1704 году титул баронета Стюарта из Баррея унаследовал Александр Стюарт, 6-й граф Галлоуэй.
Родовая резиденция находится в Камлоден-хаусе в окрестностях Камлодена в графстве Уигтауншир. Прежняя резиденция находилась в Галлоуэй-хаусе, рядом с Гарлистоном в графстве Уигтауншир.

## ЛэрдыСтюарт из Гарлиса
- Сэр Джон Стюарт, 1-й лэрд из Далсуинтона и Гарлиса (ум. ок. 1419/1420), сын сэра Уильяма Стюарта (ум. 1402) и внук Александра Стюарта (1368—1404);
- Сэр Уильям Стюарт, 2-й лэрд из Далсуинтона и Гарлиса (ум. после 1479), сын сэра Джона Стюарта, 1-го лэрда из Далсуинтона и Гарлиса;
- Сэр Александр Стюарт, 3-й лэрд из Гарлиса (ум. ок. 1500), сын сэра Уильяма Стюарта, 2-го лэрда из Гарлиса;
- Сэр Александр Стюарт, 4-й лэрд из Гарлиса (ум. 1513), сын сэра Александра Стюарта, 3-го лэрда из Гарлиса;
- Сэр Александр Стюарт, 5-й лэрд из Гарлиса (ок. 1507—1580/1581), сын Александра Стюарта, 4-го лэрда из Гарлиса;
- Сэр Александр Стюарт, 6-й лэрд из Гарлиса (ум. 1596), сын Александра Стюарта из Гарлиса (ум. 1571), внук сэра Александра Стюарта, 5-го лэрда из Гарлиса.

## Графы Галлоуэй (1623)

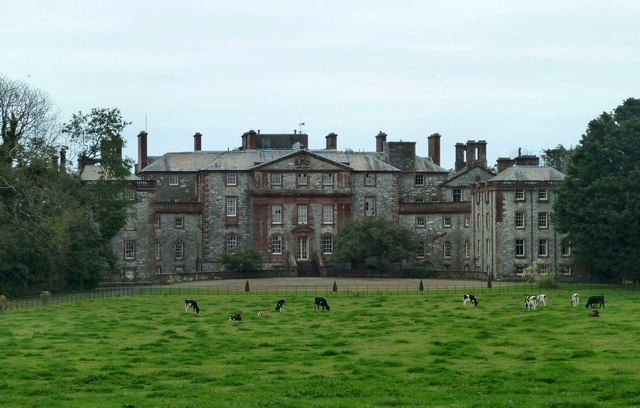
Галлоуэй-хаус, родовая резиденция графов в Шотландии с 1740-х по 1908 год

- 1623—1649: Александр Стюарт, 1-й граф Галлоуэй (ок. 1580—1649), сын сэра Александра Стюарта (ум. 1596), 6-го лэрда из Гарлиса;
- 1649—1671: Джеймс Стюарт, 2-й граф Галлоуэй (ок. 1610—1671), сын предыдущего;
- 1671—1690: Александр Стюарт, 3-й граф Галлоуэй (ок. 1643—1690), сын предыдущего;
- 1690—1694: Александр Стюарт, 4-й граф Галлоуэй (1660—1694), старший сын предыдущего;
- 1694—1746: Джеймс Стюарт, 5-й граф Галлоуэй (ок. 1670—1746), младший брат предыдущего;
- 1746—1773: Александр Стюарт, 6-й граф Галлоуэй (ок. 1694—1773), сын предыдущего, великий магистр Великого ложа Шотландии (1757—1759);
- 1773—1806: Джон Стюарт, 7-й граф Галлоуэй (1736—1806), сын 6-го графа, лорд-лейтенант Уигнауншира (1794—1806) и Керкубришира (1803—1806);
- 1806—1834: Джордж Стюарт, 8-й граф Галлоуэй (1768—1834), старший сын предыдущего. Лорд-лейтенант Керкубришира (1794—1803, 1820—1828) и Уигнауншира (1807—1828);
- 1834—1873: Рэндольф Стюарт, 9-й граф Галлоуэй (1800—1873), сын 8-го графа;
- 1873—1901: Алан Плантагенет Стюарт, 10-й граф Галлоуэй (1835—1901), старший сын предыдущего;
- 1901—1920: Рэндольф Генри Стюарт, 11-й граф Галлоуэй (1836—1920), второй сын 9-го графа;
- 1920—1978: Рэндольф Элджернон Рональд Стюарт, 12-й граф Галлоуэй (1892—1978), старший сын 11-го графа. Лорд-лейтенант Керкубришира (1932—1975), великий магистр Великой ложи Шотландии (1945—1949);
- 1978—2020: Рэндольф Кейт Реджинальд Стюарт, 13-й граф Галлоуэй (14 октября 1928 — 27 марта 2020), сын предыдущего;
- 2020 — настоящее время:  Эндрю Клайд Стюарт, 14-й граф Галлоуэй (род. 23 марта 1949), троюродный племянник 13-го графа;
- Наследник: Александр Патрик Стюарт, лорд Гарлис (род. 18 ноября 1980), единственный сын предыдущего.

## Баронеты Стюарт из Баррея (1687)
- Сэр Арчибальд Стюарт, 1-й баронет (ум. 1689)
- Сэр Арчибальд Стюарт, 2-й баронет (ум. 1704)
- Сэр Александр Стюарт, 3-й баронет (ок. 1694—1773), будущий 6-й граф Галлоуэй.